# Vincent Gildemeester van Tuyll van Serooskerken
Vincent Gildemeester baron van Tuyll van Serooskerken (Bath, 13 maart 1812 - 17 maart 1860) was een van de oprichters van de Billiton Maatschappij.
Hij was de zoon van Carel Lodewijk van Tuyll van Serooskerken en Marie Louise Gildemeester, die in 1811 te Londen in het huwelijk traden.
De van Tuylls keerden naar Nederland terug na de val van Napoleon in 1814. Vincents vader had belangen in Canadese landerijen die echter nauwelijks winstgevend waren. Toen deze in 1835 overleed, erfde Vincent deze landerijen. Hij reisde regelmatig naar Canada, maar slaagde er niet in het land winstgevend te maken. Uiteindelijk verkocht hij het.
Evenals zijn vader had ook Vincent goede betrekkingen met het Nederlandse hof, en was in 1838 een van de officiële Nederlandse vertegenwoordigers bij de kroning van Victoria tot koningin van het Verenigd Koninkrijk
In 1844 trouwde hij met Charlotte Henrietta Mansfield. Het echtpaar woonde vervolgens enige tijd in Canada.

## Billiton
In 1850 kwam Vincent in contact met Wolter Robert van Hoëvell die hem enthousiast maakte voor een expeditie naar het eiland Billiton, teneinde er tinerts te exploiteren.
Van Tuyll had op dat moment weinig geld, wat hij niettemin gaarne had bezeten om daarvan een comfortabel leven te leiden. Dit, tezamen met zijn avontuurlijke karakter, deed hem deze stap nemen.
Met de onderneming wilde het niet erg vlotten en mede-oprichter John Francis Loudon verzuchtte in zijn dagboek: wat het beheer betrof (...) dit steeds een warboel zou zijn zoo lang Tuyll er zich mede bemoeide.
Terwijl de onderhandelingen om Billiton in een Naamloze Vennootschap om te zetten volop gaande waren, stierf plotseling Vincent aan een beroerte. In hetzelfde jaar, 1860, geschiedde de omzetting alsnog. In Vincents overlijdensbericht werd hij geprezen om zijn voorkomendheid en welwillendheid.

## Kinderen
Van Tuyll liet zeven kinderen achter. Zijn zoon, William Charles Reginald van Tuyll van Serooskerken, en zijn kleinzoon Henri Charles van Tuyll van Serooskerken zouden eveneens belangrijke functies bekleden binnen de Billiton Maatschappij. Ook aangehuwde familie van die kleinzoon, namelijk Paul Arnold Jacques de Smeth van Alphen, was er werkzaam.

## Trivia
Vincents dochter, die in 1850 werd geboren, kreeg de naam: Sophie Mathilde Henriette Billitonia Wilhelmina.